# 아서 J. 나스카렐라

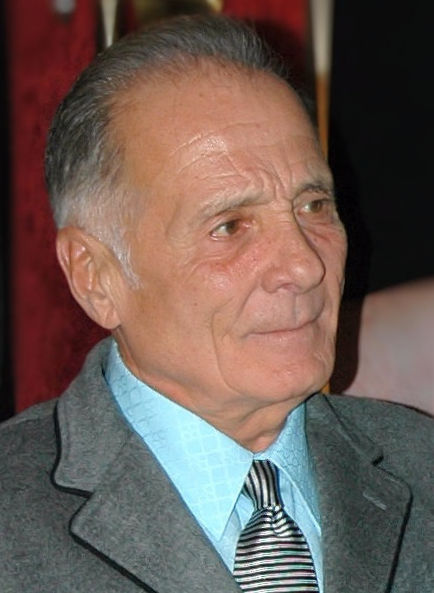

아서 J. 내스커렐라(Arthur J. Nascarella, 1944년 11월 18일 ~ )는 미국의 배우이다.
서퍽군에서 태어났다.

## 출연 작품
- 100번째 거짓말: 거짓말쟁이의 사랑법 (2018년) - 제임스 랜스 역
- 리틀 맨 (2016년)
- 갱스 오브 브루클린 (2012년)
- 마이티 파인 (2012년) - 레니 역
- 썸바디스 히어로 (2011년) - 도널드 드랜스키 역
- 솔리터리 맨 (2009년)
- 용커스 조 (2008년) - 디노 역
- 피스톨 휩트 (2008년)
- 월드 트레이드 센터 (2006년)
- 러닝 스케어드 (2006년) - 피렐로 역
- 러브 인 카지노 (2003년) - 닉키 핑거스 보나토 역
- 인 더 컷 (2003년)
- 와이즈걸 (2002년) - 미스터 산타리노 역
- 폭풍 탈출 (2001년)
- 제이드 스콜피온의 저주 (2001년)
- 넉어라운드 가이스 (2001년)
- 케이트 앤 레오폴드 (2001년)
- 뱀부즐리드 (2000년)
- 썸머 오브 샘 (1999년) - 마리오 역
- 비상 근무 (1999년)
- 위트니스 맙 (1998, Witness to the Mob)
- 해피니스 (1998년)
- 히 갓 게임 (1998년) - 신코타 역
- 에너미 오브 스테이트 (1998년)
- 건 포 제니퍼 (1997년)
- 그라인드 (1997년)
- 브라더스 키스 (1997년)
- 캅 랜드 (1997년)
- 7번가의 욕망 (1996년)
- 노 엑시트 (1996년)
- 걸 식스 (1996년)
- 핸드 건 (1994년)
- 사랑의 금고털이 (1994년)

### 텔레비전
- 법과 질서 (1990년)